# تارلانکاک
تارلانکاک (به لاتین: Tarlankak) یک منطقهٔ مسکونی در روسیه است که در شهرستان لواشینسکی واقع شده‌است.